# The Oxford Book of Modern Science Writing
The Oxford Book of Modern Science Writing es una antología de textos científicos de alto renombre, dispuestos y presentados por Richard Dawkins, profesor de Oxford. Publicado por primera vez en marzo de 2008, contiene 83 escritos sobre muchos temas y de una gran variedad de autores, cuya extensión varía de una a ocho páginas, aproximadamente. Todas los artículos son de fecha posterior a 1900, e incluyen poesía, anécdotas y reflexiones filosóficas generales.